# 安迪亞山脈

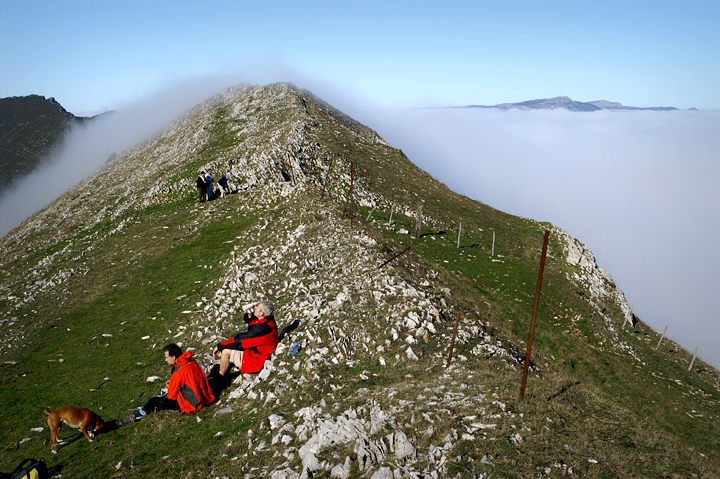

42°53′34″N 1°59′52″W / 42.89278°N 1.99778°W
安迪亞山脈（西班牙語：Sierra de Andía），是西班牙的山脈，位於該國北部納瓦拉，處於烏爾巴薩山脈附近，屬於巴斯克山脈的一部分，最高點是海拔高度1,493米的貝里艾恩山。